# Tazarotene
Tazarotene (được bán trên thị trường là Tazorac, Avage, Zorac và Fabior) là một tiền dược chất retinoid theo toa thế hệ thứ ba được bán dưới dạng kem, gel hoặc bọt. Tazarotene là một thành viên của lớp retinoid acetylenic. Thuốc này được phê duyệt để điều trị bệnh vẩy nến, bệnh mụn trứng cá và da bị tổn thương do nắng. Nó thường được bán ở hai nồng độ: 0,05% và 0,1%.

## Cơ chế tác động
Tazarotene là một tiền dược chất retinoid được chuyển đổi thành dạng hoạt hóa của nó, là axit carboxylic cùng nguồn gốc của tazarotene hay axit tazarotenic, bằng cách khử este nhanh chóng ở động vật và người. Axit tazarotenic liên kết với cả ba thành viên của họ thụ thể axit retinoic (RAR): RARα, RARβ và RARγ nhưng cho thấy sự chọn lọc tương đối cho RARβ và RARγ và có thể thay đổi biểu hiện gen. Ý nghĩa lâm sàng của những phát hiện này vẫn chưa được biết.

## Tác dụng phụ
Các tác dụng phụ thường gặp bao gồm làm bệnh mụn trứng cá thành tồi tệ hơn, tăng độ mẫn cảm với nắng, khô da, ngứa, đỏ và trong một số trường hợp tột độ là cực kỳ khô và nứt nẻ da. Đối với hầu hết bệnh nhân, các tác dụng phụ này không thoải mái nhưng nhẹ và giảm rõ rệt sau 2-4 tuần dùng đầu tiên, ngoại trừ tăng độ mẫn cảm với nắng.
Để có kết quả tốt nhất, các bác sĩ da liễu khuyến cáo nên thoa kem hoặc gel mỗi ngày một lần trước khi đi ngủ sau khi rửa mặt bằng sữa rửa mặt nhẹ. Các bác sĩ da liễu khuyến cáo nên sử dụng kem dưỡng ẩm để da không bị khô và bong tróc.

## Công dụng
Tazarotene được sử dụng ngoài da phổ biến nhất trong điều trị bệnh mụn trứng cá, bệnh vẩy nến (một bệnh da trong đó các mảng đỏ, có vảy hình thành trên một số khu vực của cơ thể), và để giảm nếp nhăn và đốm da mặt.
Tazarotene được xếp vào thể loại thai kỳ X, và phụ nữ mang thai không nên sử dụng.
"Có bằng chứng hạn chế cho thấy tazarotene và isotretinoin có lợi cho các bệnh nhân bị tổn thương do nắng vừa phải trên mặt: cả hai đều liên quan đến kích ứng da và ban đỏ."
Bổ sung cho tretinoin, có liên quan đến sự cải thiện da lớn hơn với nồng độ cao, kem tazarotene và isotretinoin cũng được tìm thấy là có hiệu quả đối với tổn thương do nắng, nhưng phải trả giá bằng kích ứng da. Cần có thêm bằng chứng trước khi bất kỳ khuyến cáo nào có thể được được đưa ra đối với các polysacarit hay axit hydroxy theo đường uống hay dùng ngoài da. Bằng chứng từ một thử nghiệm cho thấy hiệu quả của tretinoin 0,05%  tương đương với tác dụng của tazarotene 0,05% và 0,1%. Tuy nhiên, đối với mụn trứng cá, một số nghiên cứu mù kép gần đây đã cho thấy hiệu quả vượt trội đối với tazarotene và khả năng dung nạp gần như bằng nhau cho cả hai phương pháp điều trị.
"Cụ thể, tazarotene đã giảm số lượng thương tổn không viêm và viêm ở 4, 8 và 12 tuần - tất cả các mốc thời gian được kiểm tra trong quá trình điều trị. Mặc dù việc giảm các thương tổn viêm so với tretinoin không đạt được ý nghĩa thống kê, việc giảm số lượng mụn trứng cá hở đầu sau 12 tuần là 65% của tazarotene so với 44% của tretinoin (P = 0,034). Tazarotene cũng tỏ ra vượt trội trong việc giảm các thương tổn không viêm sau 12 tuần (55% so với 42% của tretinoin, P = 0,042)."

## Tổng hợp
Tiền dược chất retinoid acetylenic chuyển đổi thành chất chuyển hóa hoạt động là axit tazarotenic, với ái lực chọn lọc đối với các thụ thể axit retinoic RARβ và RARγ. 

Tổng hợp Tazarotene:

Sự hình thành của hệ thống vòng bao gồm sự alkyl hóa đầu tiên của anion từ thiophenol với dimethylallyl bromide (1) để tạo ra thioether (2). Vòng hóa Friedel-Crafts của olefin với PPA tương đương sau đó cho thiopyran (3). Acyl hóa với acetyl chloride với sự có mặt của nhôm chloride tạo ra methyl ketone (4). Phản ứng enolat của ketone này với diethyl chlorophosphate tạo ra enol phosphat 5 như một chất trung gian thoáng qua. Điều này giúp loại bỏ dietyl photphit khi có mặt base dư thừa để tạo ra acetylene 6 tương ứng. Anion từ phản ứng của acetylen với base sau đó được sử dụng để thay thế clo từ ethyl 6-chloronicotinate (7). Phản ứng này tạo ra sản phẩm gắn kết tazarotene (8).